# Liga de Campeones de la EHF 2018-19
La Liga de Campeones de la EHF 2018-19 es la 58.ª edición de la mejor competición de clubes de balonmano de Europa, aunque la 26.ª con la nomenclatura actual y la 10.ª con el formato final actual. Comenzó el 12 de septiembre y terminó el 2 de junio. La fase final de la misma se disputará por décimo año consecutivo en el Lanxess Arena de Colonia.

## Formato de competición
Los 28 equipos de la competición están repartidos en cuatro grupos, los dos primeros tienen ocho equipos y los dos siguientes tienen 6 equipos.
- Grupos A y B. El primer equipo de cada grupo pasa directamente a cuartos de final y los equipos entre el segundo y el sexto van a una ronda eliminatoria. Los equipos 7.º y 8.º quedan eliminados.
- Grupos C y D. Los dos primeros equipos de cada grupo juegan un play-off para determinar que dos equipos juegan contra los otros 10 de los dos primeros grupos.

Octavos de final
En esta ronda se enfrentan los equipos que hayan quedado entre los puestos 2 y 6 y los dos ganadores de la eliminatoria de los grupos C y D en una eliminatoria a ida y vuelta.
Cuartos de final
En esta ronda se enfrentan los dos equipos que quedaron en primera posición en los grupos A y B, y todos los que hubiesen superado los octavos de final en una eliminatoria a ida y vuelta
Final Four
Aquí se enfrentan los equipos que hayan logrado pasar los cuartos de final. Quien haya ganado el primer partido se enfrentará en la final al equipo que gane también el otro partido. Los dos equipos perdedores jugarán un partido por el tercer y cuarto puesto.

## Equipos clasificados
| Grupos A/B            | Grupos A/B          | Grupos A/B             | Grupos A/B           |
| --------------------- | ------------------- | ---------------------- | -------------------- |
| HC Meshkov Brest      | RK Zagreb           | Skjern Håndbold        | HBC Nantes           |
| Montpellier HB        | Paris Saint-Germain | SG Flensburg-Handewitt | Rhein-Neckar Löwen   |
| Pick Szeged           | Veszprém KSE        | RK Vardar              | Vive Kielce          |
| RK Celje              | FC Barcelona        | IFK Kristianstad       | HC Motor Zaporozhye  |
| Grupos C/D            |                     |                        |                      |
| Bjerringbro-Silkeborg | Riihimäki Cocks     | RK Metalurg Skopje     | Elverum Håndball     |
| Orlen Wisła Płock     | Sporting CP         | Dinamo Bucarest        | Chekhovskiye Medvedi |
| CB Ademar León        | Wacker Thun         | Tatran Presov          | Beşiktaş             |

## Resultados

### Fase de grupos

#### Grupo A
| Local \ Visitante  | BAR   | KIE   | KRI   | MBR   | MHB   | RNL   | VAR   | VES   |
| ------------------ | ----- | ----- | ----- | ----- | ----- | ----- | ----- | ----- |
| Barcelona          | —     | 31–27 | 43–26 | 41–32 | 35–27 | 30–25 | 34–26 | 31–28 |
| Vive Kielce        | 36–42 | —     | 33–31 | 34–31 | 27–28 | 35–32 | 31–27 | 35–36 |
| Kristianstad       | 25–44 | 33–34 | —     | 30–32 | 29–29 | 27–32 | 30–31 | 32–29 |
| Meshkov Brest      | 21–29 | 26–35 | 32–23 | —     | 26–23 | 27–24 | 31–31 | 28–29 |
| Montpellier        | 28–36 | 26–29 | 30–31 | 29–23 | —     | 31–26 | 24–27 | 29–30 |
| Rhein-Neckar Löwen | 35–34 | 30–29 | 36–27 | 33–27 | 37–27 | —     | 27–30 | 25–29 |
| Vardar             | 26–30 | 28–27 | 33–25 | 30–23 | 33–27 | 29–27 | —     | 27–29 |
| Veszprém           | 29–26 | 29–27 | 36–27 | 28–20 | 25–19 | 28–29 | 25–27 | —     |

| Pos | Equipo             | PJ | PG | PE | PP | GF  | GC  | Dif | Pts | Calificación              |
| --- | ------------------ | -- | -- | -- | -- | --- | --- | --- | --- | ------------------------- |
| 1.º | FC Barcelona       | 14 | 12 | 0  | 2  | 486 | 391 | +95 | 24  | Avanza a cuartos de final |
| 2.º | Telekom Veszprém   | 14 | 10 | 0  | 4  | 410 | 382 | +28 | 20  | Avanza a octavos de final |
| 3.º | RK Vardar          | 14 | 9  | 1  | 4  | 406 | 390 | +16 | 19  | Avanza a octavos de final |
| 4.º | Vive Kielce        | 14 | 7  | 0  | 7  | 439 | 430 | +9  | 14  | Avanza a octavos de final |
| 5.º | Rhein-Neckar Löwen | 14 | 7  | 0  | 7  | 418 | 410 | +8  | 14  | Avanza a octavos de final |
| 6.º | Meshkov Brest      | 14 | 4  | 1  | 9  | 379 | 419 | -40 | 9   | Avanza a octavos de final |
| 7.º | Montpellier HB     | 14 | 3  | 1  | 10 | 377 | 414 | -37 | 7   | Eliminado                 |
| 8.º | IFK Kristianstad   | 14 | 2  | 1  | 11 | 396 | 475 | -79 | 5   | Eliminado                 |

#### Grupo B
| Local \ Visitante | CEL   | FLE   | MOT   | NAN   | PSG   | SKJ   | SZE   | ZAG   |
| ----------------- | ----- | ----- | ----- | ----- | ----- | ----- | ----- | ----- |
| Celje             | —     | 23–20 | 33–28 | 29–29 | 32–36 | 26–27 | 28–29 | 30–21 |
| Flensburg         | 27–26 | —     | 31–24 | 29–29 | 20–27 | 26–22 | 27–25 | 29–31 |
| Motor Zaporozhye  | 36–27 | 28–26 | —     | 30–30 | 29–35 | 33–23 | 31–32 | 35–27 |
| Nantes            | 38–27 | 31–34 | 23–27 | —     | 31–35 | 35–27 | 29–26 | 23–20 |
| PSG               | 33–21 | 29–28 | 31–25 | 35–34 | —     | 38–28 | 33–31 | 33–28 |
| Skjern            | 35–32 | 24–31 | 37–33 | 32–34 | 24–26 | —     | 26–29 | 31–31 |
| Pick Szeged       | 33–24 | 30–28 | 30–29 | 30–28 | 33–32 | 33–33 | —     | 26–26 |
| RK Zagreb         | 24–22 | 21–22 | 27–24 | 27–27 | 21–32 | 32–29 | 23–24 | —     |

| Pos | Equipo              | PJ | PG | PE | PP | GF  | GC  | Dif | Pts | Calificación              |
| --- | ------------------- | -- | -- | -- | -- | --- | --- | --- | --- | ------------------------- |
| 1.º | PSG                 | 14 | 13 | 0  | 1  | 455 | 385 | +70 | 26  | Avanza a cuartos de final |
| 2.º | Pick Szeged         | 14 | 9  | 2  | 3  | 411 | 397 | +14 | 20  | Avanza a octavos de final |
| 3.º | Flensburg-Handewitt | 14 | 7  | 1  | 6  | 378 | 370 | +8  | 15  | Avanza a octavos de final |
| 4.º | HBC Nantes          | 14 | 5  | 4  | 5  | 421 | 408 | +13 | 14  | Avanza a octavos de final |
| 5.º | Motor Zaporozhye    | 14 | 5  | 1  | 8  | 389 | 381 | +8  | 11  | Avanza a octavos de final |
| 6.º | RK Zagreb           | 14 | 4  | 3  | 7  | 382 | 420 | -38 | 11  | Avanza a octavos de final |
| 7.º | Skjern HB           | 14 | 3  | 2  | 9  | 398 | 439 | -41 | 8   | Eliminado                 |
| 8.º | RK Celje            | 14 | 3  | 1  | 10 | 380 | 416 | -36 | 7   | Eliminado                 |

#### Grupo C
| Local \ Visitante     | BES   | BJE   | CHE   | MET   | SCP   | TAT   |
| --------------------- | ----- | ----- | ----- | ----- | ----- | ----- |
| Beşiktaş              | —     | 24–37 | 27–30 | 23–22 | 27–33 | 22–28 |
| Bjerringbro-Silkeborg | 34–27 | —     | 39–28 | 33–25 | 29–28 | 29–30 |
| Chejovskie Medvedi    | 22–24 | 24–30 | —     | 33–25 | 22–23 | 38–26 |
| Metalurg              | 22–30 | 29–33 | 25–24 | —     | 24–31 | 24–29 |
| Sporting CP           | 34–28 | 32–35 | 33–31 | 34–26 | —     | 26–28 |
| Tatran Prešov         | 27–23 | 26–24 | 27–28 | 30–24 | 27–30 | —     |

| Pos | Equipo                | PJ | PG | PE | PP | GF  | GC  | Dif | Pts | Calificación     |
| --- | --------------------- | -- | -- | -- | -- | --- | --- | --- | --- | ---------------- |
| 1.º | Bjerringbro-Silkeborg | 10 | 8  | 0  | 2  | 323 | 273 | +50 | 16  | Avanza a playoff |
| 2.º | Sporting CP           | 10 | 7  | 0  | 3  | 304 | 277 | +27 | 14  | Avanza a playoff |
| 3.º | Tatran Prešov         | 10 | 7  | 0  | 3  | 278 | 268 | +10 | 14  | Eliminado        |
| 4.º | Chejovskie Medvedi    | 10 | 4  | 0  | 6  | 280 | 279 | +1  | 8   | Eliminado        |
| 5.º | Beşiktaş              | 10 | 3  | 0  | 7  | 255 | 289 | -34 | 6   | Eliminado        |
| 6.º | Metalurg Skopje       | 10 | 1  | 0  | 9  | 246 | 300 | -54 | 2   | Eliminado        |

#### Grupo D
| Local \ Visitante | ADE   | DBU   | ELV   | RII   | WAC   | WIS   |
| ----------------- | ----- | ----- | ----- | ----- | ----- | ----- |
| Ademar León       | —     | 31–28 | 24–24 | 23–20 | 24–21 | 27–24 |
| Dinamo Bucarest   | 35–30 | —     | 26–24 | 24–22 | 35–34 | 24–21 |
| Elverum           | 30–25 | 29–28 | —     | 28–27 | 29–28 | 28–30 |
| Riihimäki Cocks   | 19–19 | 31–32 | 25–28 | —     | 31–29 | 27–26 |
| Wacker Thun       | 25–26 | 29–33 | 29–30 | 26–26 | —     | 23–25 |
| Wisła Płock       | 25–23 | 29–28 | 30–28 | 34–18 | 34–24 | —     |

| Pos | Equipo          | PJ | PG | PE | PP | GF  | GC  | Dif | Pts | Calificación     |
| --- | --------------- | -- | -- | -- | -- | --- | --- | --- | --- | ---------------- |
| 1.º | Dinamo Bucarest | 10 | 7  | 0  | 3  | 293 | 280 | +13 | 14  | Avanza a playoff |
| 2.º | Wisła Płock     | 10 | 7  | 0  | 3  | 278 | 250 | +28 | 14  | Avanza a playoff |
| 3.º | Elverum         | 10 | 6  | 1  | 3  | 278 | 272 | +6  | 13  | Eliminado        |
| 4.º | Ademar León     | 10 | 5  | 2  | 3  | 252 | 251 | +1  | 12  | Eliminado        |
| 5.º | Riihimäki Cocks | 10 | 2  | 2  | 6  | 246 | 269 | -23 | 6   | Eliminado        |
| 6.º | Wacker Thun     | 10 | 0  | 1  | 9  | 268 | 293 | -25 | 1   | Eliminado        |

## Fase final

### Playoffs
| Equipo 1    | Agr.  | Equipo 2              | Ida   | Vuelta |
| ----------- | ----- | --------------------- | ----- | ------ |
| Sporting CP | 59-57 | Dinamo Bucarest       | 32-31 | 27-26  |
| Wisła Płock | 49-46 | Bjerringbro-Silkeborg | 22-26 | 27-20  |

### Octavos final
| Equipo 1           | Agr.  | Equipo 2            | Ida   | Vuelta |
| ------------------ | ----- | ------------------- | ----- | ------ |
| Sporting CP        | 57-65 | MKB Veszprém        | 28-30 | 29-35  |
| Wisła Płock        | 36-45 | Pick Szeged         | 20-22 | 16-23  |
| RK Zagreb          | 48-59 | RK Vardar           | 18-27 | 30-32  |
| Meshkov Brest      | 48-60 | Flensburg-Handewitt | 28-30 | 20-30  |
| Motor Zaporozhye   | 62-67 | Vive Kielce         | 33-33 | 29-34  |
| Rhein-Neckar Löwen | 61-62 | HBC Nantes          | 34-32 | 27-30  |

### Cuartos de final
| Equipo 1            | Agr.  | Equipo 2     | Ida   | Vuelta |
| ------------------- | ----- | ------------ | ----- | ------ |
| HBC Nantes          | 51–61 | Barcelona    | 25-32 | 26-29  |
| Vive Kielce         | 60–59 | PSG          | 34-24 | 26-35  |
| Flensburg-Handewitt | 47–57 | MKB Veszprém | 22-28 | 25-29  |
| RK Vardar           | 56–52 | Pick Szeged  | 31-23 | 25-29  |

## Final Four
|  | Semifinales  | Semifinales |              |    | Final | Final |
|  |              |             |              |    |       |       |
|  | 1 de junio   |             |              |    |       |       |
|  |              |             |              |    |       |       |
|  | MKB Veszprém | 33          |              |    |       |       |
|  | MKB Veszprém | 33          | 2 de junio   |    |       |       |
|  | Vive Kielce  | 30          |              |    |       |       |
|  | Vive Kielce  | 30          | MKB Veszprém | 24 |       |       |
|  | 1 de junio   |             | MKB Veszprém | 24 |       |       |
|  |              | Vardar      | 27           |    |       |       |
|  | FC Barcelona | Vardar      | 27           | 27 |       |       |
|  | FC Barcelona |             |              | 27 |       |       |
|  | Vardar       | 29          |              |    |       |       |
|  | Vardar       | 29          | 3.º Puesto   |    |       |       |
|  |              |             |              |    |       |       |
|  |              |             |              |    |       |       |
|  |              |             |              |    |       |       |
|  | Vive Kielce  | 35          |              |    |       |       |
|  | Vive Kielce  | 35          |              |    |       |       |
|  | FC Barcelona | 40          |              |    |       |       |

| Liga de Campeones EHF 2018-19 |
| ----------------------------- |
|                               |
| RK Vardar 2.o Título          |